# Virgin Mobile
Virgin Mobile Ltd — оператор сотовой связи, работающий на территории Великобритании, Австралии, Канады, Южной Африки, США, Франции, Саудовской Аравии, ОАЭ, России. Подразделение в Великобритании является дочерней структурой Virgin Media
Компания была первым в мире виртуальным оператором мобильной сотовой связи, начавшим свою работу в 1999 году. Она непосредственно не владеет собственной сетью сотовой связи, вместо этого на основании договоров использует сотовые сети уже существующих операторов (то есть является виртуальным оператором). В Великобритании Virgin Mobile использует сети компании T-Mobile. В США сеть CDMA компании Sprint. В Австралии Virgin Mobile работает в сетях компании Optus. В Канаде использует сеть Bell Mobility, во Франции Orange, в Южной Африке Cell C, в ОАЭ du.
В июне 2011 года новое подразделение компании Virgin Mobile Latin America (VMLA) объявило о намерении стать ведущим виртуальным сотовым оператором в Латинской Америке. Первой страной региона, где начнется коммерческая деятельность, станет Чили.
27 ноября 2017 года в России Virgin Mobile заработал как виртуальный оператор на частотных ресурсах Tele2.
30 мая 2018 года компания объявила о том, что бренд Virgin Mobile прекратит деятельность к июню 2020 года в Австралии. 15 июня 2018 года компания прекратила продажу всех постоплатных мобильных и мобильных широкополосных планов Virgin Mobile. Позже, компания временно отложила закрытие Virgin Mobile Australia до 30 сентября 2020 года из-за ситуации с COVID-19.
Оператор прекратил работу в России в результате банкротства российского подразделения компании, инициированного в 2021 году.